# Petros Pagdatis
Petros Pagdatis (ur. 16 stycznia 1979) – cypryjski tenisista, reprezentant kraju w Pucharze Davisa. Nigdy nie był notowany w rankingu ATP.
W Pucharze Davisa występował od 1996 roku. Łącznie zagrał w ośmiu meczach, z czego wygrał trzy. W grze pojedynczej dwa razy odnosił porażki.
Petros Pagdatis to brat Markosa i Marinosa, także reprezentantów kraju w Davis Cup.